# مويس كاتومبي
مويس كاتومبي تشابوي (بالفرنسية: Moïse Katumbi Chapwe)‏ (من مواليد 28 ديسمبر/كانون الأول 1964) هو سياسي ورجل أعمال كونغولي. تقلد منصب حاكم مقاطعة كاتانغا الواقعة في الجزء الجنوبي من جمهورية الكونغو الديموقراطية، من عام 2007 إلى سبتمبر/أيلول 2015. ونال عضوية حزب الشعب للإعمار والديمقراطية (PPRD) حتى 29 سبتمبر/أيلول 2015. وقد وُصِف بأنه «ربما ثاني أقوى رجل في جمهورية الكونغو الديمقراطية بعد الرئيس جوزيف كابيلا» وأُطلِق عليه لقب«الشخصية الأفريقية الأكثر تأثيرًا في عام 2015» من جانب مجلة جون أفريك.

## الحياة الشخصية
ولد مويس كاتومبي لأم كونغولية وأب يوناني، نسيم سوريانو، الذي فر إلى جزيرة رودس بين الحربين العالميتين عندما كانت خاضعة لسيطرة إيطاليا الفاشية. واستقر في كاتانغا، الواقعة على مقربة من بحيرة مويرو.
مويس كاتومبي متزوج من كارين كاتومبي.

## التعليم
درس مويس كاتومبي في مدرسة كيويلي بمدينة لوبومباشي وبعثة كابولوي حيث حصل على دبلوم الدولة، وتخصص في علم النفس.
بمرور الوقت تولى إدارة أعمال أخيه وبدأ مزاولة أنشطة أخرى في زامبيا، وتعلم الإنجليزية وحضر في فصول إدارة.

## الحياة العملية الخاصة

### الأعمال

#### الأعمال السمكية
بدأ مويس كاتومبي حياته العملية من خلال بيع السمك في المدرسة محققًا أول ربح له بقيمة 40 دولارًا أمريكيًا في سن الثالثة عشر. وحقق نجاحات مبهرة في قطاع الأعمال السمكية في بحيرة مويرو مدعمًا بصورة أساسية إقامة شركة التعدين المملوكة للدولة، Gecamines.

#### Etablissement Katumbi
عكف مويس كاتومبي على تطوير أنشطته التجارية في زامبيا وحرص على تنويع محفظة أعماله بسرعة بمزاولة أنشطته في عدد من القطاعات الأخرى ويأتي على رأسها: النقل، والتجارة، والإمدادات الغذائية. وترك كاتومبي بصمات واضحة في شتى القطاعات ابتداءً من نظام شبكة الطرق الضخمة التي تغطي آلاف الكيلومترات ومرورًا بتوصيل شبكات الكهرباء إلى المجتمعات الريفية والحضرية، وبناء المدارس والمستشفيات وترميمها في جميع أنحاء مقاطعة كاتانغا.
وفي عام 1987، أنشأ كاتومبي شركة Etablissement Katumbi القابضة بغية توحيد جميع أنشطته التجارية وصبها في قطاعات التعديد والنقل والإمدادات الغذائية.

#### Mining Company Katanga
أنشأ كاتومبي بعد مرور عشر سنوات، بعد فترة من الاعتكاف على تنويع محفظة الأعمال، شركة Mining Company Katanga (MCK)، التي استردت 80% من أنشطة تعدين النحاس والكوبالت لشركة Gécamines.[] وفي 9 نوفمبر/تشرين الثاني، اشترت الشركة الفرنسية Necotrans شركة MCK مقابل مبلغ غير معلن.

### كرة القدم

#### تي بي مازيمبي
يتولى مويس كاتومبي رئاسة نادي تي بي مازيمبي لكرة القدم منذ عام 1997 في لوبومباشي. وهو الفريق الذي حصد بطولة دوري أبطال أفريقيا خمس مرات وكان آخرها في الأعوام و2009 و2010 و2015. وكان أحد طرفي المبارة النهائية على بطولة كأس العالم للأندية في عام 2010 في أبو ظبي. وفي عام 2015 في طوكيو.
صنع النادي التاريخ بعد أن أصبح أول نادي من القارة السمراء ينجح في تخطي فرق من أوروبا وأمريكا الجنوبية، ليشق طريقه نحو المباراة النهائية لكأس العالم للأندية، حيث خسر أمام إنتر ميلان.
طوّر مويس كاتومبي أيضًا لعبة كرة القدم بوصفها برنامجًا اجتماعيًا لإشراك الشباب وتدريبهم في مقاطعة كاتانغا. (أكثر من 2,000 عضو حتى الآن) وأكمل كاتومبي أيضًا إنشاء ملعب مازيمبي في عام 2011 بتكلفة بلغت 35 مليون دولار أمريكي.

#### اللجنة الإستراتيجية للاتحاد الدولي لكرة القدم
واُنتِخب منذ 2 يناير/كانون الثاني في اللجنة الإستراتيجية للاتحاد الدولي لكرة القدم

## الحياة السياسية
دعّم مويس كاتومبي في عام 2006 و2011 حملات جوزيف كابيلا للترشح لرئاسة جمهورية الكونغو الديمقراطية. ومع ذلك تملص كاتومبي علانية، شأنه في ذلك شأن الكثيرين، من كابيلا في عام 2015.
اقترح مويس كاتومبي في مقال لرويترز نُشِر في 13 نوفمبر/تشرين الثاني 2015 منح الحصانة من الملاحقة لكابيلا بعد تركه المنصب «في محاولة منه لإقناع كابيلا بترك منصبه بعد انتهاء فترة ولايته الثانية والأخيرة في العام المقبل». وأضاف مويس أن ترك كابيلا السلطة في الإطار الزمني الدستوري سوف يجعل منه «أب الديمقراطية الكونغولية» وأحد الرؤساء الذين يكن لهم الشعب الكونغولي كل الاحترام والتقدير.

### نائب رئيس الجمعية الوطنية
وفي عام 2006، اُنتِخب نائبًا في الجمعية الوطنية قبل انتخابه حاكمًا لمقاطعة كاتانغا في يناير/كانون الثاني 2007، حاصلًا على 94 صوتًا من أصل 102.

### حاكم كاتانغا
طبّق مويس كاتومبي بعد فترة وجيزة من توليه منصب حاكم كاتانغا حظرًا على تصدير المعادن الخام، مما اضطر شركات التعدين الكبرى لبناء وحدات تحويل في المقاطعة. ورفع الضرائب المحلية من 80 مليون دولار أمريكي إلى ما يربو على 3 مليارات دولار أمريكي عن طريق محاربة الفساد وزيادة الصادرات من نحاس الكاثود. وقد اُستِخدمت هذه الإيرادات لبناء المدارس والطرق والمستشفيات، وتوفير المياه النقية (من 3٪ إلى 67٪ مع إمكانية الوصول إلى المياه النقية) للعديد من السكان الفقراء.
زاد مويس كاتومبي إنتاج النحاس من 8,000 طن متري في 2006 إلى أكثر من مليون طن متري في 2014، وذلك حسب البيانات الصادرة عن غرفة التعدين. ونجحت إدارته أيضًا في بناء أكثر من 1,000 كيلو متر من الطرق وخفض سعر دقيق الذرة من 45 دولارًا أمريكيًا إلى 10 دولارات أمريكية للكيس الواحد.
أعلن مويس كاتومبي في عام 2013، في أعقاب اعتماد الدستور، نيته عن عدم الترشح لفترة ثانية كحاكم للمقاطعة. وفيما يتعلق بالانتخابات الرئاسية عام 2016، فيرى العديد من المراقبين والمحللين الوطنيين والدوليين في مويس كاتومبي مرشحًا محتملًا وخلفًا لجوزيف كابيلا.

### جبهة المواطن 2016
استقال مويس كاتومبي في 29 سبتمبر/أيلول من منصبه كحاكم لمقاطعة كاتانغا، على خلفية طرد قادة سبعة أحزاب سياسية من الأغلبية الرئاسية بسبب كتابة خطاب مفتوح إلى كابيلا يسألونه فيه عن نيته للتنحي عن الرئاسة في نهاية فترة ولايته الثانية في 2016. وأضاف كاتومبي أن استقالته من حزب الشعب للإعمار والديمقراطية ستسمح له بتسليط الضوء على محاولات الحكومة الوطنية لتحدي الدستور وتأجيل الانتخابات وكذلك استعادة حريته في التعبير والعمل. وصرح في الإعلان ذاته أن ثمة مشاورات مهمة ستجري بين أعضاء المجتمع المدني من أجل خلق حركة جمهورية وديمقراطية في البلاد. وانضم مويس كاتومبي في 19 ديسمبر/تشرين الأول 2015 إلى 26 شخصية كونوغولية رفيعة المستوى في ائتلاف أُطلق عليه اسم «جبهة المواطن 2016». وهو ائتلاف منوط بحماية الدستور وضمان إجراء الانتخابات الرئاسية 2016.

## الجوائز والأوسمة
منحت مؤسسة جوائز التميز الألفية " Millenium Excellence Foundation" كاتومبي جائزة «نجمة أفريقيا السمراء 2012» في نيروبي بكينيا. وهذه الجوائز خير دليل على ما حققه من إنجازات ودوره كواحد من الحكام البارزين الذين التزموا بالحكم الرشيد الأفريقي.
نال مويس كاتومبي في يناير/كانون الثاني 2015 جائزة «أفضل قائد فريق كرة قدم» من الاتحاد الأفريقي لكرة القدم.
نال مويس كاتومبي في 22 ديسمبر/كانون الثاني 2015 لقب «الشخصية الأفريقية الأكثر تأثيرًا لعام 2015» من جانب مجلة جون أفريك، وهي أكبر مجلة لعموم أفريقيا.
'